# Marie Anna Esterházyová
Hraběnka Marie Anna Esterházyová z Galanty (maďarsky Galántai gróf Esterházy Mária Anna, 27. února 1739, Vídeň - 25. března 1820 tamtéž) byla maďarská šlechtična, manželka Antonína Grasalkoviče.

## Jeho život
Narodila se ve Vídni jako čtvrté dítě hraběte Josefa Mikuláše Esterházyho a jeho manželky Marie Alžběty z Weissenwolffu.
Marie Anna téměř celý život prožila v rodné Vídni, později se svým manželem Antonínem II. Grasalkovičem.
Marie Anna se s větším či menším úspěchem pokusila omezit bezduchou charitu svého manžela.
25. března 1820 a byla pohřbena vedle svého manžela v kryptě baziliky Panny Marie v Máriabesnyő.

## Rodina
21. května 1758 se ve Vídni provdala za Antonína II. Grasalkoviče. Manželé měli několik dětí.
- Antonín? (1759? -1766?)
- Marie Anna (1760-1815)
- Terezie (1761-? )
- Ottília (1764-1810)
- Jan (1765-? )
- Alžběta (1767-1823)
- Mikuláš (1768-?)
- Antonín (1771-1841)